# 米歇爾·巴尼耶
米歇爾‧巴尼耶（法語：Michel Barnier，發音：[miʃɛl baʁnje] ⓘ；1951年1月9日—）法国政治人物，曾任法国总理。

## 生平

### 早年
米歇爾·巴尼耶生於法國拉特龙什一个戴高乐主义家庭。他的父亲是一名皮革和纺织品工匠。他的母亲是一名基督教左派分子。1972年，他从ESCP欧洲高等商学院毕业。巴尼耶在27歲時當選議員。

### 入閣
米歇爾‧巴尼耶曾在法國內閣任職於多項崗位，包括歐盟事務首席代表、環境及生命部部長、歐盟「區域政策歐洲專員」、外交部長等職，並於2014至2015年間擔任歐洲人民黨副主席。
米歇爾‧巴尼耶於2007年6月18日受任成為法國農漁業部部長，並於2009年6月7日參選歐洲議會(MEP)時卸任該職。其後則在歐盟執行委員會的內務市場及服務部任職專員，在巴洛索麾下工作。
歐盟執行委員會於英國脫離歐洲一案，依據歐洲聯盟基本條約（TEU）的第50條文，於2016年12月指派巴尼耶擔任談判準備及執行之首席代表。
在2024年法國立法選舉結束後近2個月，法國總統埃马纽埃尔·马克龙宣布將任命米歇爾‧巴尼耶擔任新任法國總理。同年12月，由于他试图利用宪法第49.3条在未进行表决的情况下推动社会保障融资法案，其內閣最終面临左翼新人民阵线和极右翼国民联盟分别提交的两份不信任动议。12月4日，排序靠前的来自左翼的不信任动议在极右翼投票支持下通过，巴尼耶内阁被最终推翻。12月5日，马克龙接受巴尼耶的辞呈，他由此成为第五共和国历史上任期最短的总理。